# Eclipse de Luna Tour
Eclipse de Luna Tour foi a primeira turnê da cantora mexicana Maite Perroni. A série de shows dá suporte ao primeiro álbum solo da também atriz, Eclipse de luna (2013). A primeira apresentação ocorreu no México em 9 de agosto de 2014 na cidade de Teziutlán, Puebla, sendo concluida em 31 de outubro de 2015 na cidade de Aguascalientes, México.

## Antecedentes
Após lançar seu primeiro álbum solo no mês de agosto de 2013, Maite anunciou durante entrevistas que, em breve, começaria a preparar sua primeira turnê mundial. Meses depois, em janeiro de 2014, a cantora divulgou as primeiras imagens dos ensaios para os shows em sua conta oficial no Instagram. Nos pequenos vídeos postados era possível notar a presença de bailarinos e de alguns objetos cênicos, como guarda chuvas e tochas de fogo.
Em maio do mesmo ano, Perroni reuniu a imprensa mexicana em uma casa de espetáculos da Cidade do México para assistir ao ensaio geral do show.
Inicialmente, a turnê começaria no primeiro semestre de 2014. Entretanto, o fato de Maite ter aceitado protagonizar a telenovela La gata causou atrasos no início da digressão. Os concertos começaram no segundo semestre, quando as gravações terminaram, e se estenderão até 2015.

## Recepção da crítica
O site da revista estadunidense People en Español, em nota publicada pelo seu editor chefe, Armando Correa, elogiou o concerto de Perroni no Teatro Metropolitan da Cidade do México. Segundo a publicação, "durante toda a apresentação, os fãs da ex-RBD não deixaram de dançar sob o som de bachata e até  do ballenato colombiano". A publicação ainda destacou que o teatro se encontrava em "lleno total", ou seja, completamente cheio. José Luis Amador, da versão mexicana da revista Open escreveu sobre a mesma apresentação: "A primera melodia ouvida  foi “Agua bendita”, a vimos ascender em uma plataforma que a expunha diante de todo o público em um diminuto vestido azul turquesa. Logo sua atuação deu espaço para a canção “Llueve, llueve”, na qual os bailarinos usaram sombrinhas para uma coreografia perfeita entre a letra e  ambiente".
Thyago Furtado, do portal online da revista Quem, avaliou positivamente a performance vocal da cantora durante o show no Teatro Bradesco, em São Paulo. "Sem deixar a desejar, a mexicana impressionou pelos vocais afinadíssimos", reportou ele. Déborah Pinheiro, do site brasileiro Portal da Música destacou: "A morena mostrou uma evolução gigantesca, tanto na voz, quanto em sua postura de palco – se comparado aos tempos do extinto grupo RBD – e arrancou suspiros da plateia com coreografias ousadas e figurinos bem elaborados".

## Atos de Abertura
- Jary (Guadalajara)
- Só 5 (Brasil) [7]

### Participações especiais
- Yahir (06 de novembro de 2014 - Durante "A Partir de Hoy")
- Yuridia (06 de novembro de 2014 - Durante "¿Qué Te Hace Falta?")
- Wanessa Camargo (23 de novembro de 2014 - Durante "Eclipse de Luna/Como se Explica o Amor?")

## Repertório
1. "Agua Bendita"
2. "Llueve, Llueve"
3. "Yo No Sé Mañana"
4. "Vas A Querer Volver"
5. "Eclipse de Luna"
6. "A Partir de Hoy"
7. "Inexplicable"
8. "Ahora Quien"
9. "Me Va"
10. "Te Mando Flores"
11. "¿Qué Te Hace Falta?"
12. Medley RBD: "Ser o Parecer" / "Aún Hay Algo" / "Empezar Desde Cero" / "Sólo Quédate en Silencio" / "Un Poco de Tu Amor" / "Bésame Sin Miedo" / "Cariño Mio"
13. "Ojos Divinos"
14. "Tú y Yo"

## Datas
| Data                    | Cidade           | País           | Local                           | Observação                  |
| ----------------------- | ---------------- | -------------- | ------------------------------- | --------------------------- |
| 09 de agosto de 2014    | Teziutlán        | México         | Plaza de Toros El Piñal         | Feria Teziutlán             |
| 05 de setembro de 2014  | Dolores Hidalgo  | México         | Jardín Principal                | Fiestas Patrias             |
| 24 de outubro de 2014   | Guadalajara      | México         | Auditorio Benito Juárez         | Fiestas de Octubre          |
| 1 de novembro de 2014   | Chignahuapan     | México         | Recinto Ferial de Chingnahuapan | Feria del Árbol y la Esfera |
| 6 de novembro de 2014   | Ciudad de México | México         | Teatro Metropolitan             | -                           |
| 23 de novembro de 2014  | São Paulo        | Brasil         | Teatro Bradesco                 | -                           |
| 15 de fevereiro de 2015 | Medellín         | Colômbia       | Plaza Mayor                     | Radio Tiempo Pop Festival   |
| 23 de abril de 2015     | Ciudad de México | México         | Centro Santa Fe                 | Evento Amor Infinito        |
| 10 de maio de 2015      | Nova York        | Estados Unidos | Corona Park                     | Festival Cinco de Mayo      |
| 31 de outubro de 2015   | Aguascalientes   | México         | Auditorio San Marcos            | Festival de Calaveras       |

### Cancelamentos
| Data                   | Cidade, País           | Local           | Motivos      |
| ---------------------- | ---------------------- | --------------- | ------------ |
| 18 de novembro de 2014 | Belo Horizonte, Brasil | Music Hall      | Desconhecido |
| 19 de novembro de 2014 | Recife, Brasil         | Clube Português | Desconhecido |
| 20 de novembro de 2014 | Rio de Janeiro, Brasil | Teatro Bradesco | Desconhecido |
| 21 de novembro de 2014 | Porto Alegre, Brasil   | Bar Opinião     | Desconhecido |